# Szentmártonkáta
Szentmártonkáta är en ort i Ungern.   Den ligger i provinsen Pest, i den centrala delen av landet, 50 km öster om huvudstaden Budapest. Szentmártonkáta ligger 117 meter över havet och antalet invånare är 4 868.
Terrängen runt Szentmártonkáta är platt, och sluttar österut. Runt Szentmártonkáta är det ganska tätbefolkat, med 155 invånare per kvadratkilometer. Närmaste större samhälle är Jászberény, 16,9 km öster om Szentmártonkáta. Trakten runt Szentmártonkáta består till största delen av jordbruksmark.